# エリトリア鉄道
エリトリア鉄道（エリトリアてつどう）はエリトリアで唯一の鉄道。1887年から1932年にかけて当時の宗主国イタリア王国により建設され、マッサワからビシアが結ばれた。戦争によって破壊され1975年に廃止となったが、2003年になってマッサワからアスマラまでの区間のみ再開した。かなり古い車両が現役で使われている。

## 運営

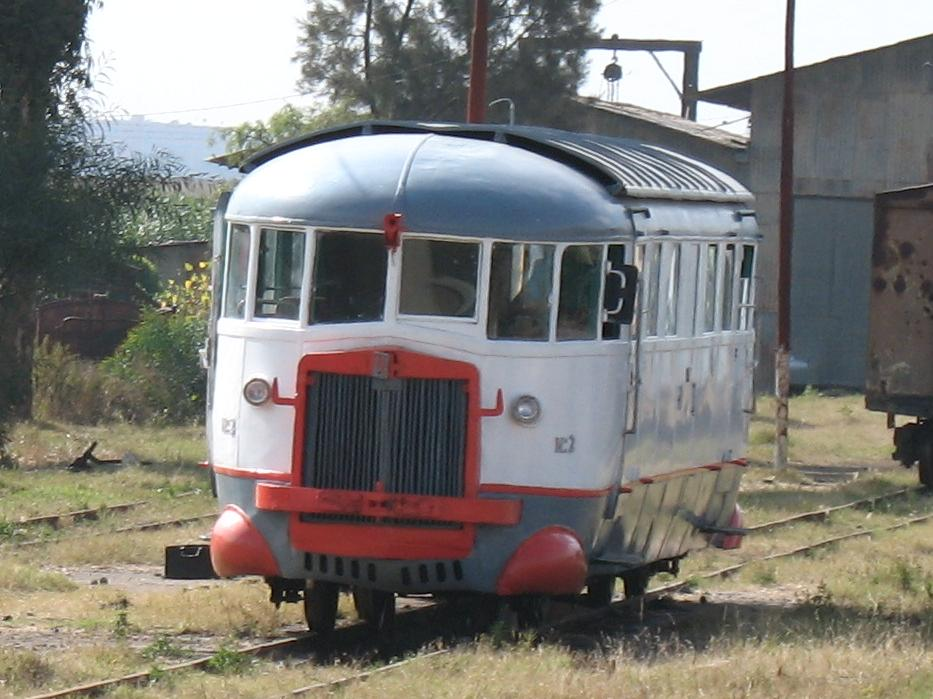
アスマラ駅付近のリットリナ型気動車

エリトリア鉄道は第二次世界大戦前にエリトリア海岸からスーダン国境近くまで通っていたが、第二次世界大戦やエリトリア独立戦争で設備が破壊され、長らく放置されていた。現在のエリトリア鉄道は2003年に再開されたものである。路線区間は海岸の町マッサワから首都アスマラまでの118キロメートルに過ぎない。
エリトリア鉄道は、観光客の輸送などに使われている。物資は乏しく、車両のほとんどは第二次世界大戦前の設備であり、最も新しい設備でも1950年代のものである。例えば1930年代にイタリアで作られたマレー式機関車や、気動車「リットリナ」が現役で使われている。観光用を除けば、このような運営は世界でも珍しい。
軌間は950mmで、いわゆる狭軌である。これは、この鉄道を作った第二次世界大戦前のイタリアに合わせたものである。
エリトリア鉄道当局の計画では、エリトリア西端のテッセネイまで繋ぎ、スーダンからの輸出に使う予定である。

## 設備

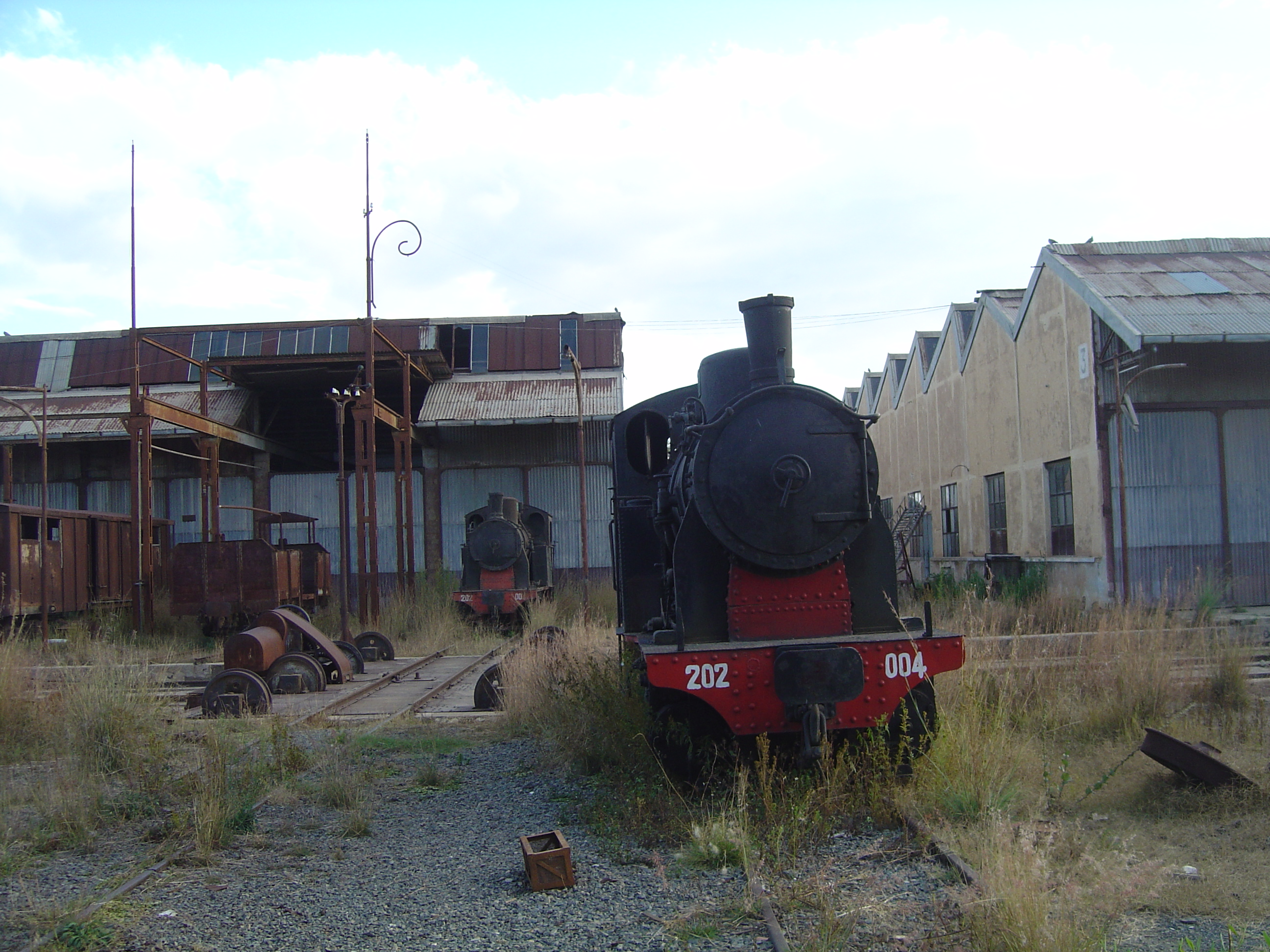
アスマラに停車している202型機関車（2台とも）

### 蒸気機関車
蒸気機関車も202シリーズ、440シリーズ、442シリーズの3種が現役である。これらはモガディシオ・ヴィラブルッチ鉄道から持って来られた。

### クルップBo-Boロード・スイッチャー
クルップ社により1957年に設計されたロード・スイッチャーで、ドイツオフセットキャブの典型構造をしている。第二次世界大戦後に買われたもので、エリトリア鉄道では最も新しい。車体色は薄いクリーム地にフレームが茶色である。

### ドローリー・シュンター
ドローリー・カー社の入換機関車であり、1941年のイギリス占領期に持ってこられたものである。元はスーダンで使われていたもので、もっと狭軌用だった。譲受後950mmに改造され、車輪位置がフレームの内側から外側に変わった。0-6-0型が2台、0-4-0型が1台ある。車体色はクルップのものと同じ構成。

### 気動車

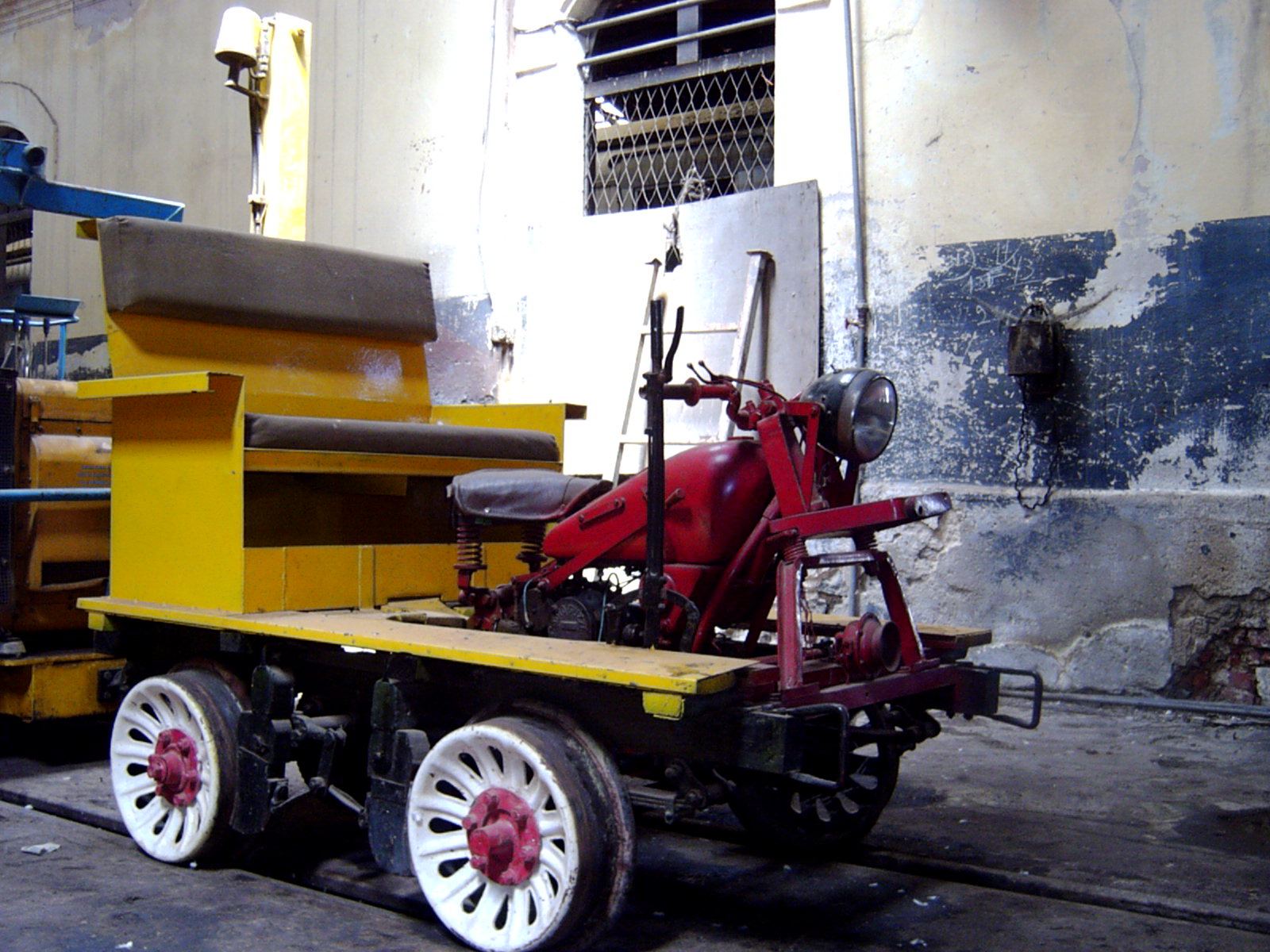
オートバイを改造した整備用車両

フィアット社製の「リットリナ」3台が内戦終了時まで動いており、そのうち2台が現役である。アール・デコの影響が強いデザインで、前方にいわゆるフィアット式のラジエーターが付いている。車体は薄いクリーム色で、底面が青みがかった灰色である。
また、現役ではないが、スイスのブラウン・ボベリ社製と推定されている4輪の車体がアスマラに置かれている。

### レール・トラック

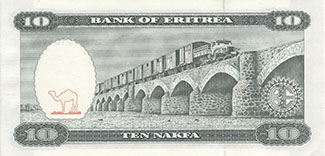
10ナクファ紙幣に描かれるレール・トラック

ロシア製の軽トラックの車輪を線路用に改造した車両が、線路の保全用に使用されている。この他、整備用にオートバイを改造した車両も使われている。
10ナクファ紙幣にはレール・トラックが描かれている。これは、エリトリア独立戦争の際にレールがエチオピア軍に剥がされ鉄道が荒廃したものを、戦後にレール・トラックを使って再敷設したことで、荒廃したエリトリアの復興の象徴となっているからだという。

## 歴史

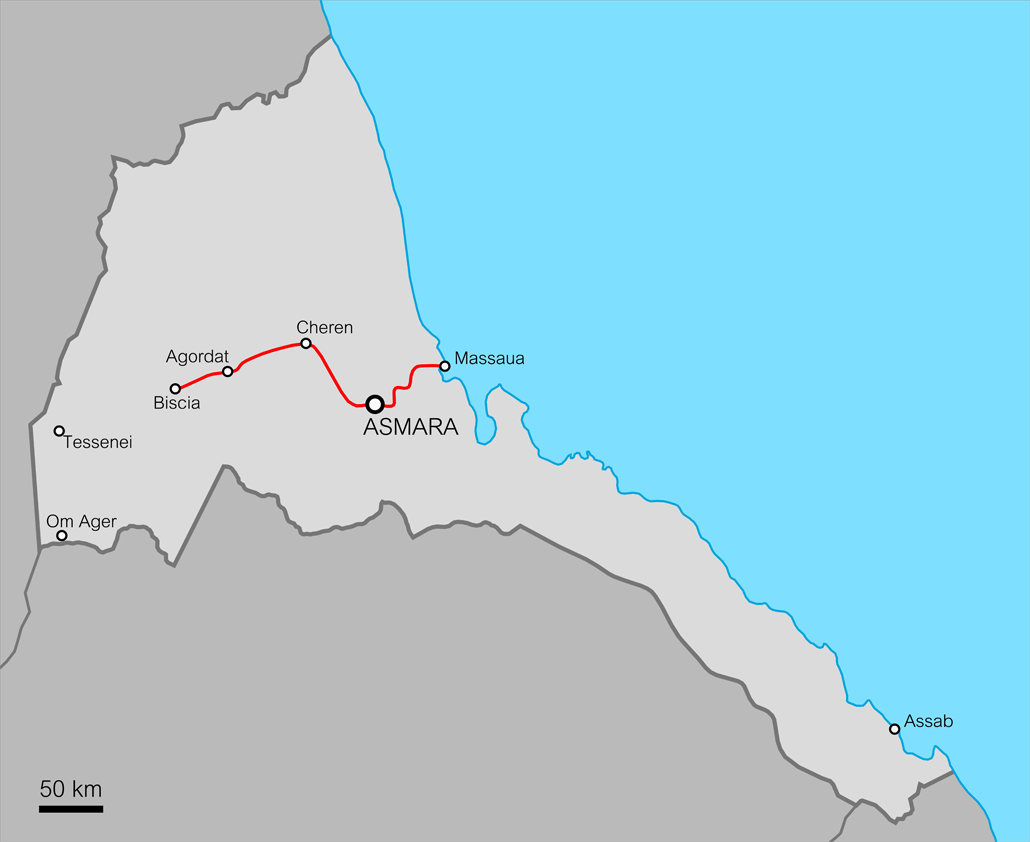
エリトリア鉄道の路線

### 建設
エリトリアはかつてイタリアの植民地であり、エリトリア鉄道はイタリア人により、エリトリアの主要都市マッサワとアスマラを結ぶために作られた。鉄道システムもイタリア基準で作られた。19世紀のイタリア基準は軌間950mmだったので、エリトリア鉄道もそうなった。
紅海沿いの港町マッサワを起点に1887年から建設が始まり、当時の行政中心都市アスマラまでの設営が進められた。しかしマッサワとアスマラの間には山脈があり、建設が困難だった。この山脈は高いところで海抜2394メートルであり、鉄道の勾配は3%を超えるところもあった。トンネルは30が掘られ、最長320メートルだった。オベル川などに65の橋が必要だった。アスマラに繋がったのは1911年のことである。1922年にはケレンまで繋がった。
1930年代になって、イタリアの指導者ベニート・ムッソリーニがスーダン鉄道のあるカッサラと繋ぐことを思い立った。1932年にビシアまで繋がり、路線は280キロメートルだった。そこからスーダンまで結ぶ予定であったが、1935年に第二次エチオピア戦争が始まって既存路線のマッサワ-アスマラ間の整備が優先されたため、テッセネイまでを計画した段階で中断された。

### イタリア統治時代の運営

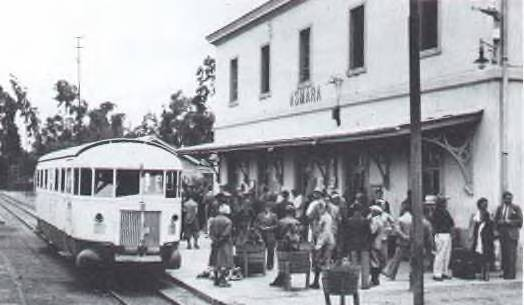
1938年のアスマラ駅。車両は現在も使われているリットリナ。

エリトリア鉄道は路線は短かったが、よく活用された。特に1935年に第二次エチオピア戦争が始まってからは物資輸送のために一日30本が運転された。
1941年まではイタリアが運営していたが、第二次世界大戦が始まってからイギリスに奪われた。戦争が進むと、アゴルダトとビシアの間が破壊された。1942年、イギリスはイタリア領ソマリランド南部のモガディシオ・ヴィラブルッチ鉄道からディーゼル機関車数台をエリトリア鉄道に移した。1953年、エリトリアはイギリスからエチオピアに譲られた。その後1960年代まで鉄道事業は順調だったが、しかし、1960年代にマッサワとアスマラ間の道路が整備されてからは、こちらが主流となった。エリトリア鉄道建設から1965年までに、乗客約50万人、貨物20万トンが運ばれた。
1975年にエリトリア独立戦争の際にメンギスツが主導するデルグ政権により破壊され、また、物資も略奪された。

### 再開
1993年、エリトリアはエチオピアから独立し、1994年には鉄道再建が宣言された。ただし実際に再開されたのは2003年である。

## 路線

### マッサワからアスマラまで
この路線は2008年現在でも運営されている。
| 駅名               | 画像 | 距離    | 高度  |
| ------------------ | ---- | ------- | ----- |
| マッサワ           |      | 0.0km   | 3m    |
| カンポ・デ・マルテ |      | 2.8km   | 9m    |
| オトゥムロ         |      | 4.6km   | 11m   |
| モンクッロ         |      | 7.7km   | 30m   |
| ドガリ             |      | 19.6km  | 100m  |
| マイ・アタル       |      | 29.4km  | 181m  |
| ダマス             |      | 45.0km  | 416m  |
| バレサ             |      | 57.1km  | 600m  |
| ギンダ             |      | 69.4km  | 888m  |
| エンバットカラ     |      | 81.1km  | 1274m |
| ネファジット       |      | 93.0km  | 1672m |
| アルバロバ         |      | 104.9km | 2064m |
| アスマラ           |      | 117.6km | 2342m |

### アスマラからケレンまで

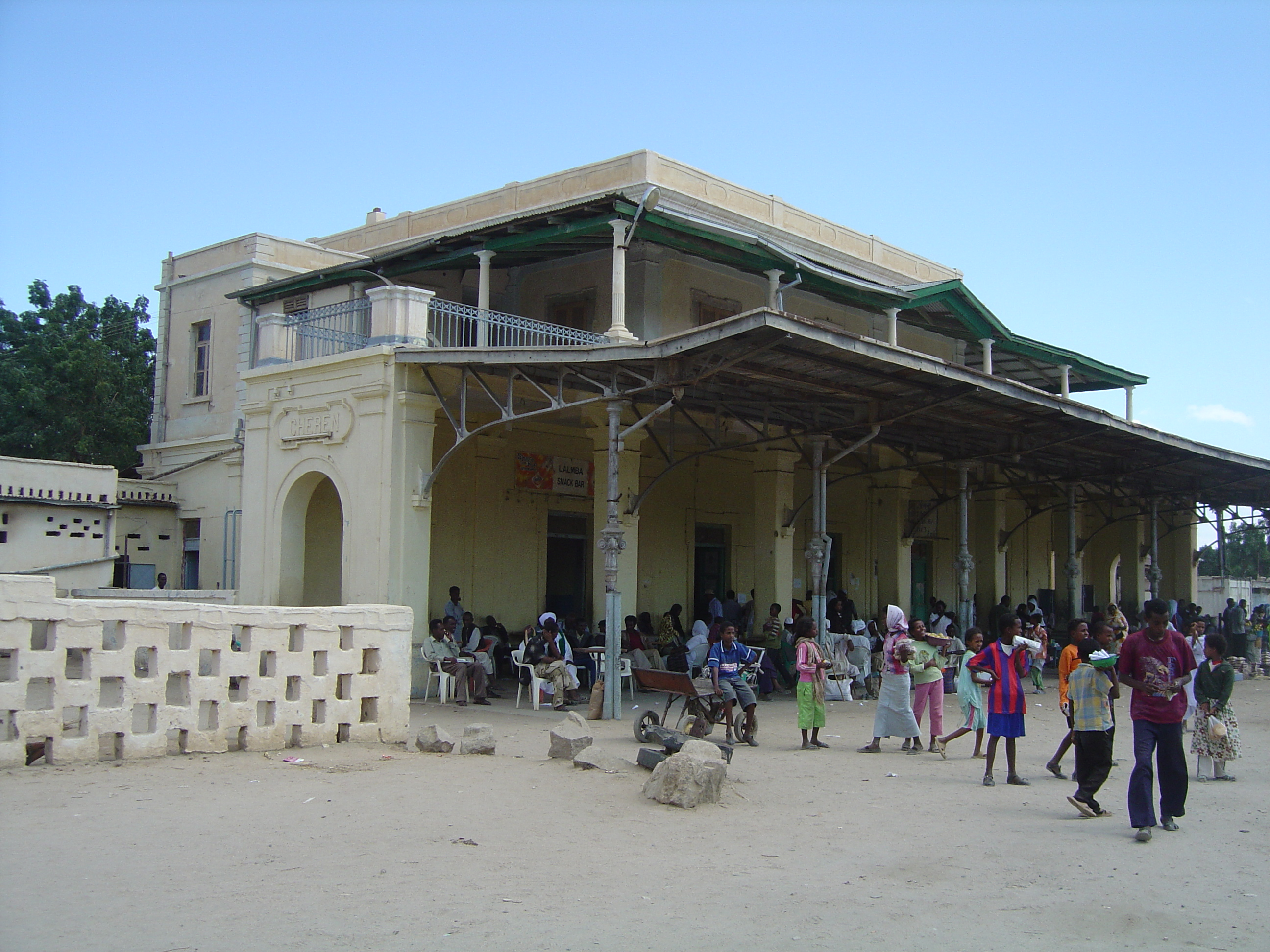
ケレン駅。現在はバス停と市場として使われている。

1911年から1923年にかけて作られた路線。
| 駅名                   | 距離    | 高度  |
| ---------------------- | ------- | ----- |
| ツァダ・クリスティアン | 127.2km | 2292m |
| ザッゼガ               | 136.8km | 2217m |
| デム・サバイ           | 148.5km | 1988m |
| アンデナ               | 156.6km | 1907m |
| アブラスシコ           | 164.9km | 1783m |
| アムダ・デルホ         | 176.3km | 1688m |
| フルクト               | 185.7km | 1635m |
| エラベレド             | 195.3km | 1468m |
| ハリブ・マンテル       | 209.9km | 1423m |
| ケレン                 | 221.7km | 1390m |

### ケレンからアゴルダドまで

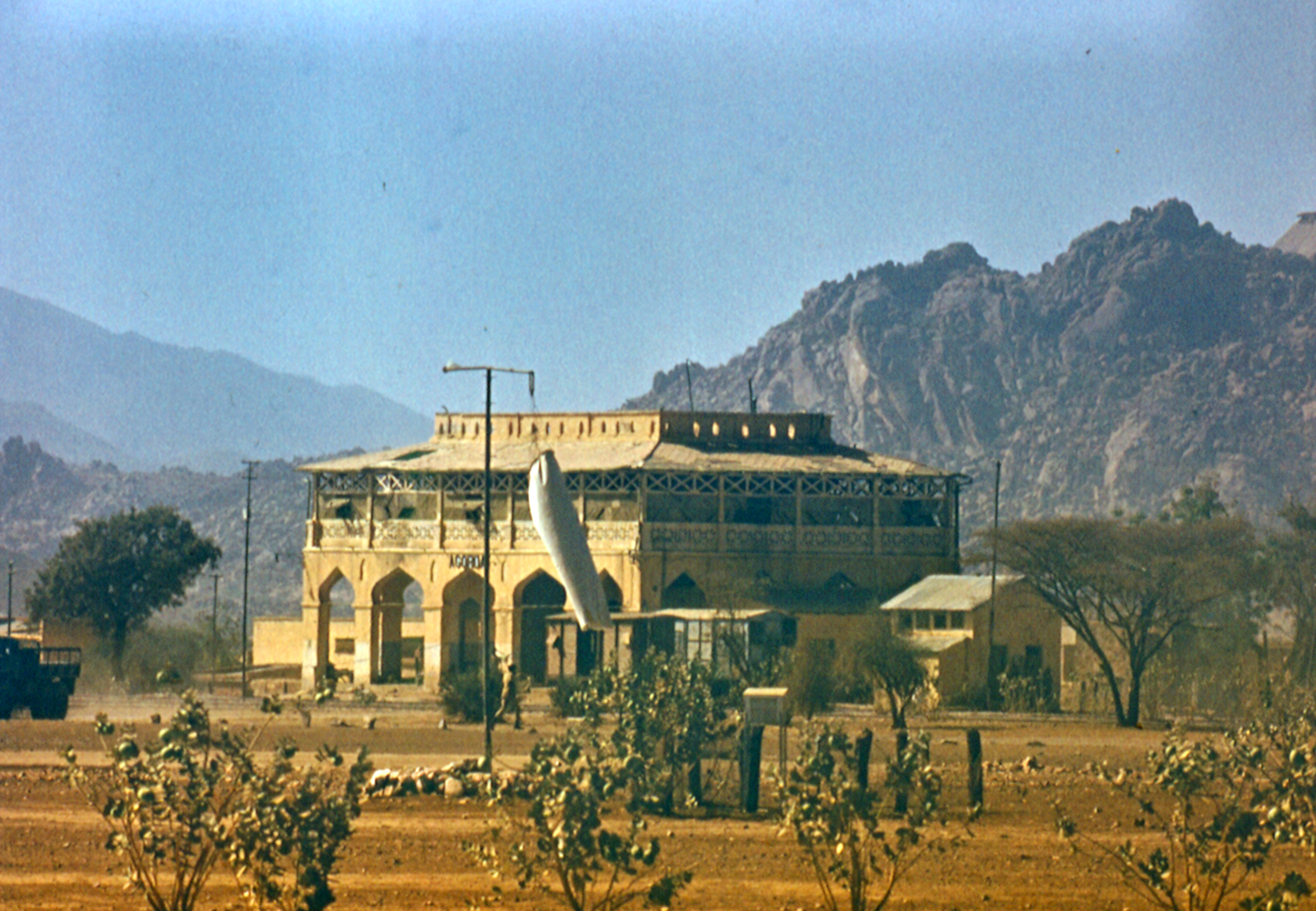
アゴルダド駅。アラベスク様式の建物で、今は地方空港の設備として使われている。

1924年から1929年にかけて作られた路線。
| 駅名           | 距離    | 高度  |
| -------------- | ------- | ----- |
| アスシアディラ | 232.7km | 1204m |
| フメド         | 245.7km | 935m  |
| アガット       | 253.3km | 864m  |
| ダロタイ       | 262.5km | 795m  |
| マイ・アダルテ | 271.4km | 750m  |
| ウンフタット   | 284.6km | 669m  |
| カロベル       | 296.4km | 677m  |
| アゴルダト     | 306.4km | 606m  |

### アゴルダトの先
ビシアまでの31キロメートルは作られたが、そこで中断された。計画としてはスーダン鉄道まで繋ぐはずだった。
| 駅名       | 距離    | 高度 | 備考                       |
| ---------- | ------- | ---- | -------------------------- |
| アゴルダト | 232.7km | 606m |                            |
| ビシア     | 263.7km | 715m |                            |
| エリット   | 290.7km | 735m | 距離は推定。               |
| テッセネイ | 301.0km | 600m | 距離は推定。               |
| カッサラ   | 351.0km | 531m | 距離は推定。スーダン国内。 |

## 日本での受容
日本のNHKが1998年5月10日にエリトリア鉄道を取り上げ、現在ではNHKアーカイブスに収められている。
2013年10月01日はテレビ東京系の「ありえへん∞世界」でも取り上げられた。

## 関連画像

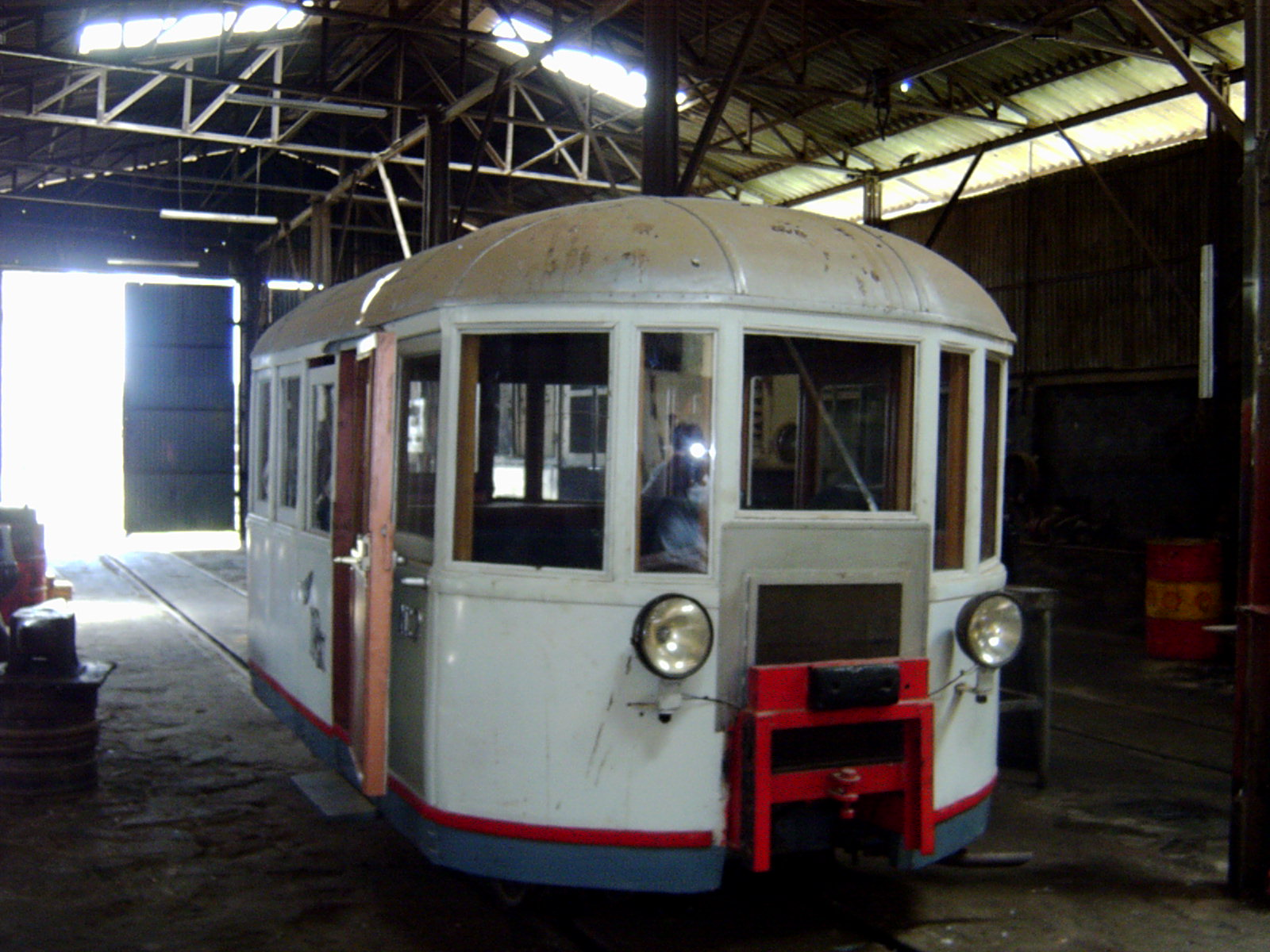
リットリナ。2003年にアスマラで撮影。
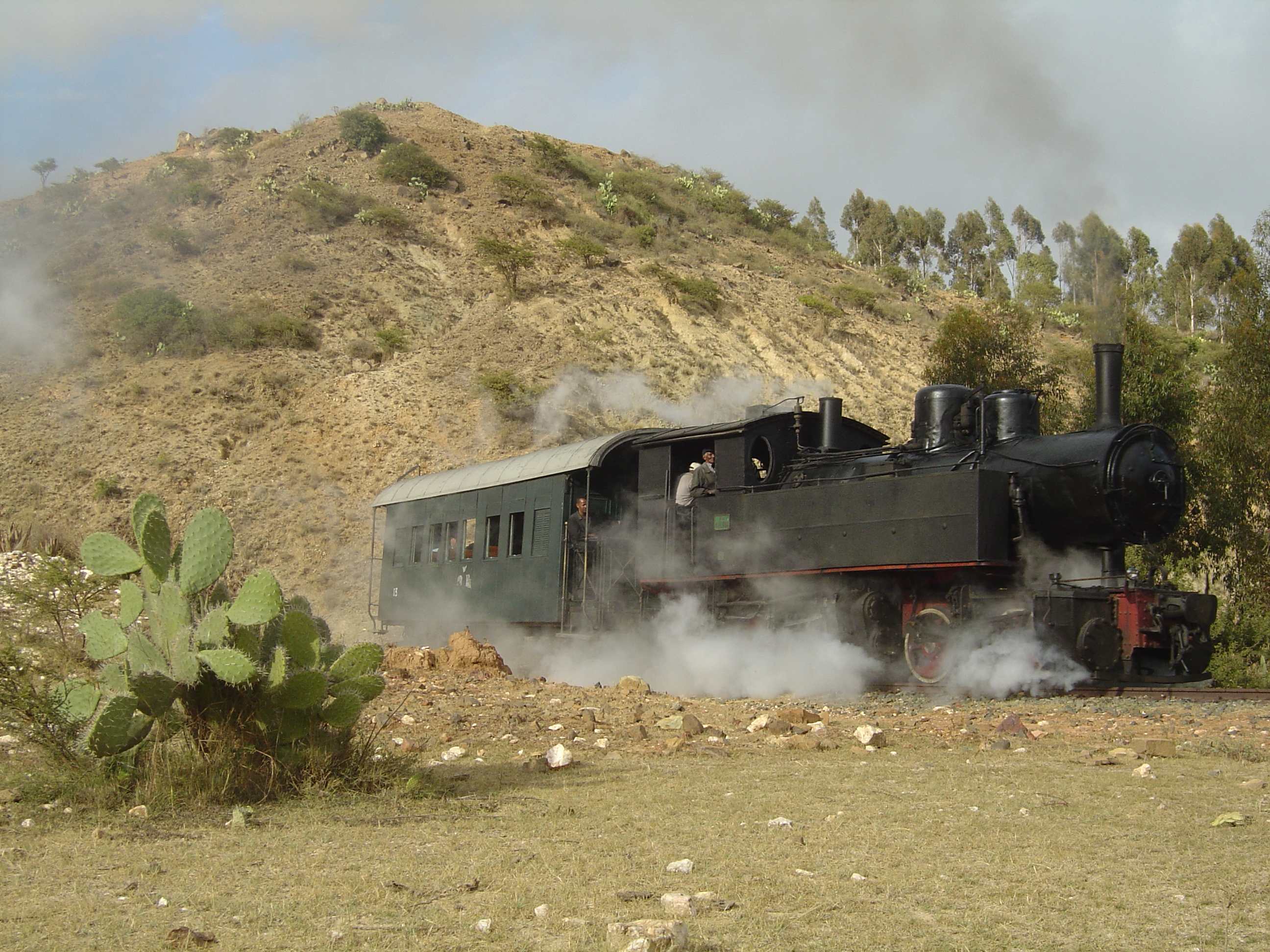
440型機関車。
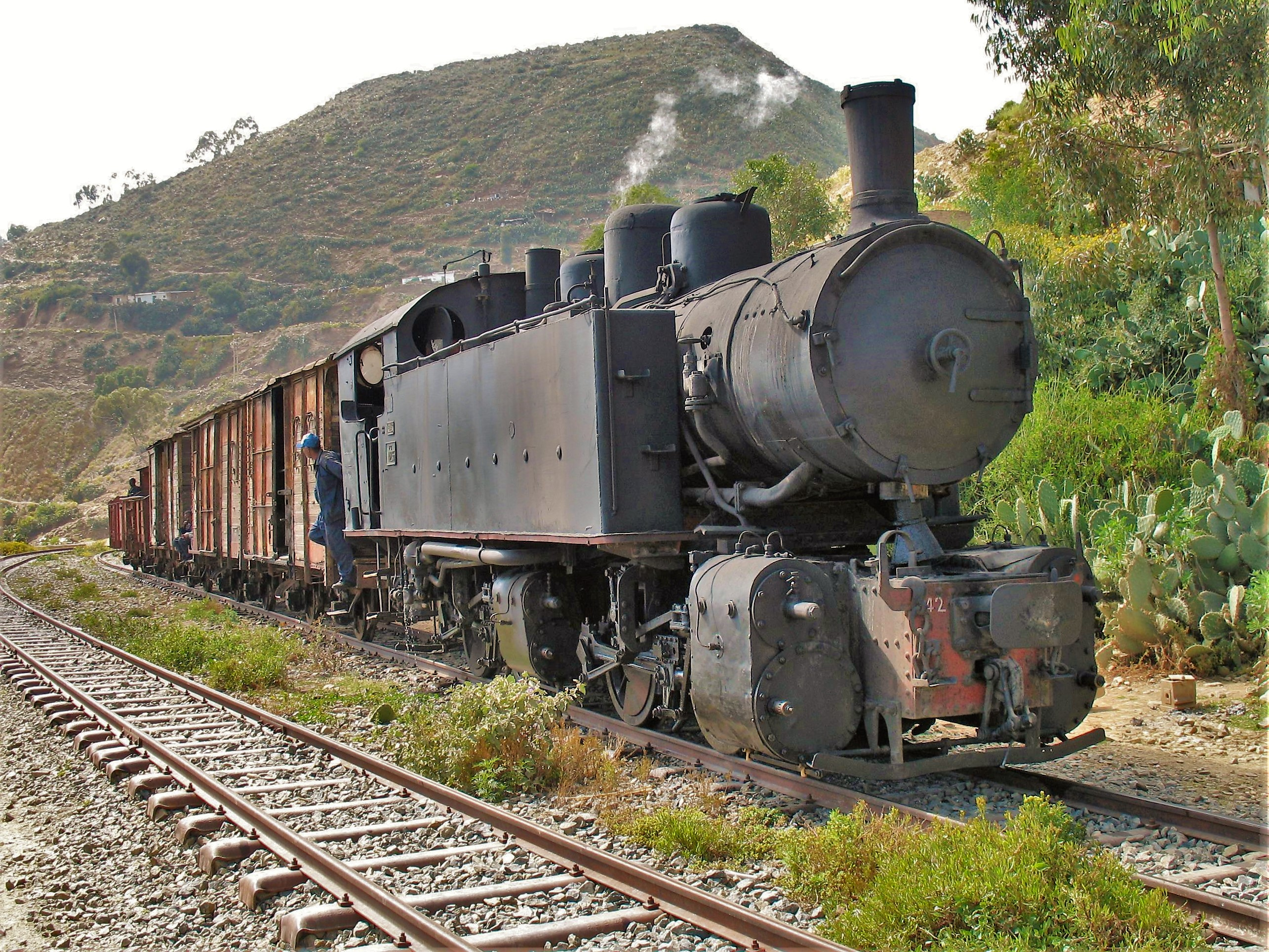
442型機関車。1938年製で現役。

## 地図
- UN Map Horn Africa
- UN Dept